# Raimana Li Fung Kuee
Raimana Li Fung Kuee (10 aprile 1985) è un giocatore di beach soccer tahitiano,   della nazionale tahitiana.

## Carriera
Segna 2 reti contro l'Italia nella prima giornata ai Mondiali del 2019.